# At-Takāthur

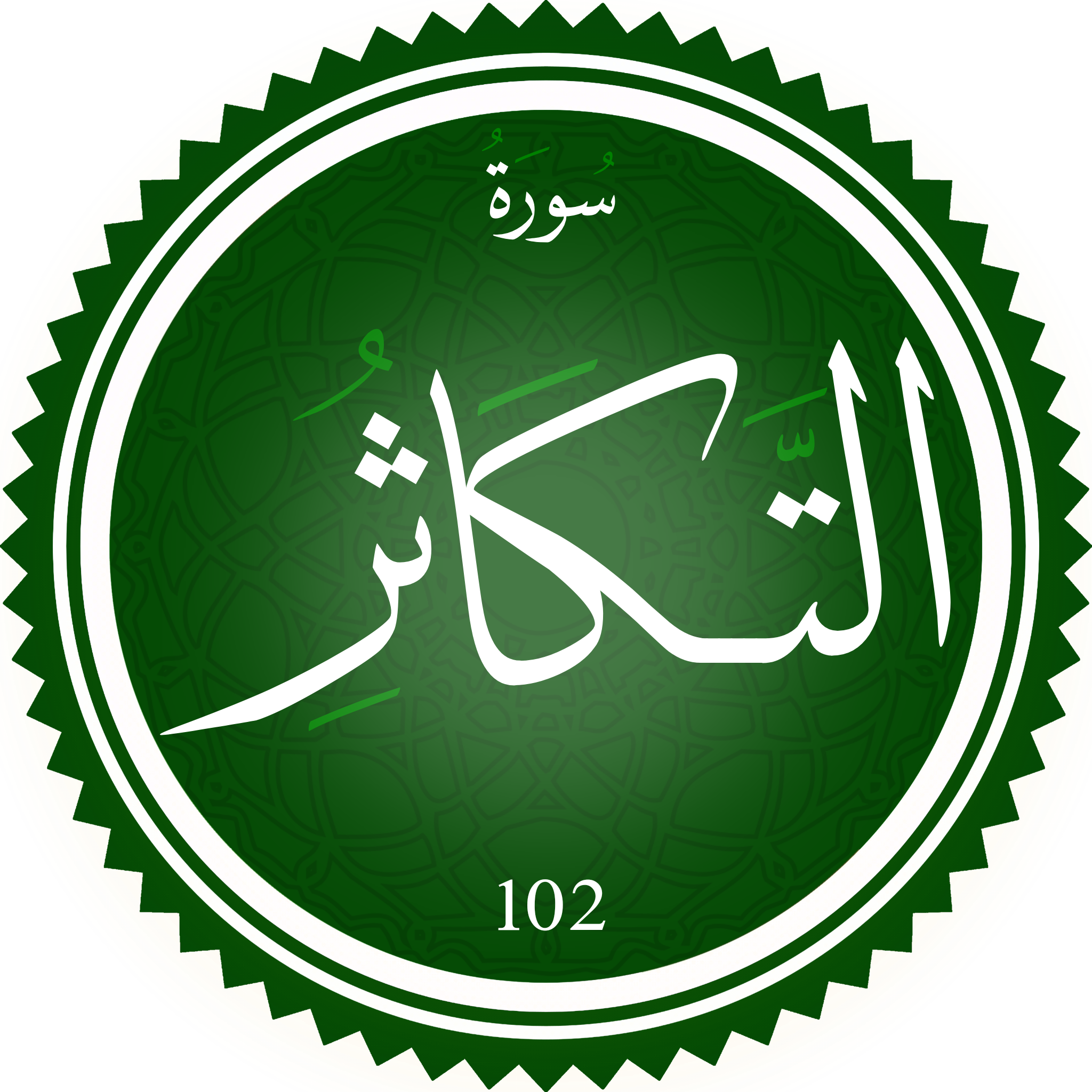
Sure 102, Al-Takāthur

At-Takāthur (arabisch التكاثر, DMG at-Takāthur ‚Die Sucht, mehr zu haben‘) ist die 102. Sure des Korans, sie enthält 8 Verse. Die Sure gehört zu den frühen Teilen des Korans, die in Mekka offenbart wurden (610–615). Ihr Titel bezieht sich auf den ersten Vers.
Der Wettstreit um noch mehr Kinder, Vermögen, mehr Anhang unter den Stämmen oder mehr Erfolg im Handel lenkt die Menschen so sehr ab, dass sie sogar die Gräber besuchen. Dies kann dahingehend verstanden werden, dass sogar die verstorbenen Angehörigen in den Wettstreit einbezogen werden oder dass der Wettstreit andauert, bis alle gestorben sind und in den Gräbern liegen. Dreimal hintereinander werden die Menschen, die dem Diesseits verhaftet sind, vor der Höllenstrafe gewarnt. In seinem Korankommentar al-kaschschaf 'an haqa'iq at-tanzil / الكشاف عن حقائق التنزيل / al-kaššāf ʿan ḥaqāʾiqi ’t-tanzīl / ‚Die Darlegung der Wahrheiten der Offenbarung‘ erklärt Zamachscharī den Schlussvers: An jenem Tag werdet ihr euer angenehmes Leben zu verantworten haben wie folgt: Es wird unterschieden zwischen denjenigen, die die Gaben Gottes in Dankbarkeit genießen, sich ihnen aber nicht ganz hingeben, und denjenigen, die das angenehme Leben zum einzigen Zentrum ihrer Bemühungen machen. Letztere werden von Gott zur Rechenschaft gezogen werden.